# Sam Pollard (Filmemacher)

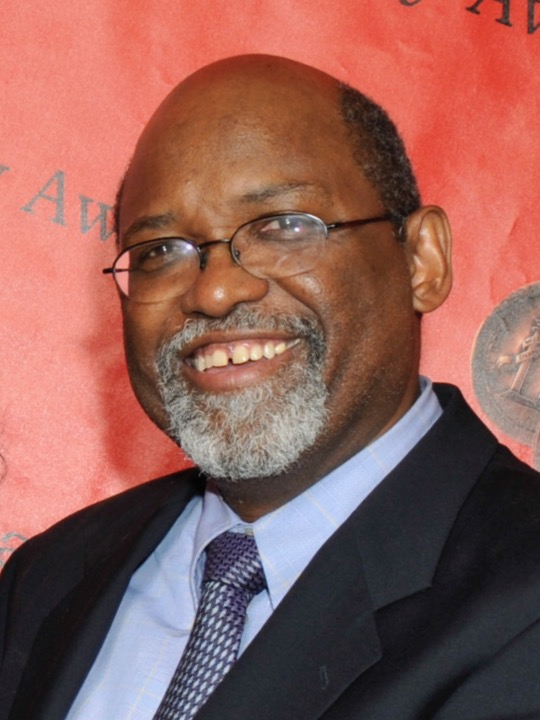
Sam Pollard (2011)

Samuel „Sam“ D. Pollard (* in New York City) ist ein US-amerikanischer Filmregisseur, Filmeditor, Filmproduzent und Drehbuchautor. Als Filmeditor arbeitete er unter anderem an Filmen des Regisseurs Spike Lee. Als Regisseur inszenierte Pollard Dokumentarfilme und Dokumentarserien insbesondere zu Themen der Geschichte der Afroamerikaner.

## Leben
Sam Pollard wurde um das Jahr 1950 im New Yorker Stadtteil Harlem geboren. Sein Studium am Baruch College mit Schwerpunkt Marketing schloss er 1973 ab.
Er nahm von 1972 bis 1973 an einem vom New Yorker Fernsehsender WNET gesponserten Film- und Fernsehworkshop teil, bei dem verschiedene Aspekte der Filmproduktion vorgestellt wurden.  Pollard interessierte sich dabei vor allem für den Filmschnitt und konnte kurz darauf bei der Produktion von Bill Gunns Horrorfilm Ganja & Hess unter Filmeditor Victor Kanefsky arbeiten, der zu seinem Mentor wurde. Pollard arbeitete fast drei Jahre als Kanefskys Assistent. Später arbeitete Pollard als Assistent für den Filmeditor George Bowers. Der Filmemacher St. Clair Bourne ermutigte ihn, durch seine Arbeit die Verbreitung afroamerikanischer Geschichten zu unterstützen.
Ab Ende der 1970er Jahre war Pollard als eigenständiger Filmeditor tätig. 1990 schnitt Pollard Spike Lees Filmdrama Mo’ Better Blues. Später schnitt Pollard weitere Filme Lees wie Jungle Fever, Clockers, Girl 6, Vier kleine Mädchen und It’s Showtime. Bei der Oscarverleihung 1998 waren Lee und Pollard für ihre Arbeit am Dokumentarfilm Vier kleine Mädchen für den Oscar in der Kategorie Bester Dokumentarfilm nominiert.
1990 inszenierte er als Regisseur gemeinsam mit Sheila Curran Bernard zwei Episoden der Dokumentarfilmserie Eyes on the Prize. Seit Anfang der 2010er Jahre drehte Pollard zahlreiche Dokumentarfilme und Dokumentarserien. In seinen Filmen dokumentierte Pollard Themen wie die Sklaverei, Rassismus in den Vereinigten Staaten, die Bürgerrechtsbewegung oder der Geschichte der afroamerikanischen Musik. Er schuf Dokumentarfilme über Sammy Davis, Jr., Maynard Jackson, Martin Luther King, Bill Russell und Max Roach. Parallel übernahm er Aufgaben als Filmproduzent. Für zahlreiche weitere Film- und Serienproduktionen fungierte Pollard als Executive Producer oder Consulting Producer. Die International Documentary Association zeichnete Pollard 2020 mit dem Career Achievement Award für sein Werk aus.
Seit 1994 unterrichtet Pollard Filmwissenschaften an der Tisch School of the Arts der New York University. Er ist Mitglied der Academy of Motion Picture Arts and Sciences.
Pollard ist mit Joyce Vaughn verheiratet. Sein Sohn Jason Pollard ist ebenfalls als Filmeditor tätig.

## Filmografie (Auswahl)
Filmeditor
- 1978: Just Crazy About Horses (Dokumentarfilm)
- 1981: Night of the Zombies
- 1981: Body and Soul (mit Skip Schoolnik)
- 1982: Beach House (mit Victor Kanefsky)
- 1983: Style Wars (Dokumentarfilm, mit Mary Alfieri)
- 1985: Die Superaufreißer (Private Resort)
- 1985: Nova (Dokumentarfilmserie, 1 Episode)
- 1987: Distant Harmony – Pavarotti in China (Distant Harmony, Dokumentarfilm, mit Coco Houwer, Victor Kanefsky, Oreet Rees)
- 1988: A Vision Shared: A Tribute to Woody Guthrie and Leadbelly (Dokumentarfilm, mit Lisa Day, Ken Levis)
- 1990: Mo’ Better Blues
- 1991: Jungle Fever
- 1992: Juice – City-War (Juice, mit Brunilda Torres)
- 1994: Surviving the Game – Tötet ihn! (Surviving the Game)
- 1995: Clockers
- 1996: Girl 6
- 1996: Hookers at the Point (Dokumentarfilm, mit Ross Kauffman, Leander T. Sales, Eli Tishberg)
- 1997: Vier kleine Mädchen (4 Little Girls, Dokumentarfilm)
- 2000: It’s Showtime (Bamboozled)
- 2000: Half Past Autumn: The Life and Works of Gordon Parks (Dokumentarfilm)
- 2004: Chisholm '72: Unbought & Unbossed (Dokumentarfilm, mit Sikay Tang)
- 2004: Isn’t This a Time! A Tribute Concert for Harold Leventhal (Dokumentarfilm, mit Adam Browne, Paul Petrissans)
- 2005: Twelve Disciples of Nelson Mandela (Dokumentarfilm, mit Sabine Hoffman)
- 2007: Pete Seeger: The Power of a Song (Dokumentarfilm, mit Jason Pollard)
- 2009: By the People: The Election of Barack Obama (Dokumentarfilm, mit Arielle Amsalem, Geeta Gandbhir)
- 2010: Gerrymandering (Dokumentarfilm)
- 2010: If God Is Willing and da Creek Don’t Rise (Dokumentarfilmserie, 1 Episode, mit Geeta Gandbhir)
- 2010: On the Shoulders of Giants: The Story of the Greatest Team You Never Heard Of (Dokumentarfilm, mit Paul Baker, Barry Cohen)
- 2011: Griot (Dokumentarfilm, mit Marie Planquois)
- 2012: Joe Papp in Five Acts (Dokumentarfilm, mit Brad Fuller, Deborah Peretz)
- 2012: Venus and Serena (Dokumentarfilm, mit Tony Lazzerini)
- 2013: Remote Area Medical (Dokumentarfilm)
- 2013: The Pleasures of Being Out of Step (Dokumentarfilm)
- 2014: The Cooler Bandits (Dokumentarfilm, mit Jason Pollard)
- 2014: F(l)ag Football (Dokumentarfilm, mit James Codoyannis, Amanda Katz)
- 2015: Sinatra: All or Nothing at All (Dokumentarfilmserie, 2 Episoden)
- 2017: Maynard (Dokumentarfilm, mit Jeffrey Cooper)
- 2018: The Art of the Journey: The Ben F. Jones Story (Dokumentarfilm, mit Cierra Pacheco)
- 2020: Thumbs Up for Mother Universe: Stories from the Life of Lonnie Holley (Dokumentarfilm, mit Amy Carey, Lewis Erskine)

Regisseur
- 1990: Eyes on the Prize (Dokumentarfilmserie, 2 Episoden, mit Sheila Curran Bernard)
- 1999: I’ll Make Me a World (Dokumentarfilmserie, 2 Episoden)
- 2008: American Experience (Dokumentarfilmserie, 1 Episode, mit Sheila Curran Bernard, Louis J. Massiah, Thomas Ott, Terry Kay Rockefeller)
- 2009: Love That Movie (Kurzfilm, mit László Sántha)
- 2012: Slavery by Another Name (Dokumentarfilm)
- 2016: Two Trains Runnin (Dokumentarfilm)
- 2017: The Talk: Race in America (Dokumentarfilm)
- 2017: ACORN and the Firestorm (Dokumentarfilm, mit Reuben Atlas)
- 2017: Die vielen Leben des Sammy Davis Jr. (Sammy Davis, Jr.: I've Gotta Be Me, Dokumentarfilm)
- 2017: Maynard (Dokumentarfilm)
- 2018: Mr. Soul! (Dokumentarfilm, mit Melissa Haizlip)
- 2019: Warum wir hassen (Why We Hate, Dokumentarfilmserie, 6 Episoden, mit Geeta Gandbhir)
- 2020: Atlanta’s Missing and Murdered: The Lost Children (Dokumentarfilmserie, 2 Episoden, mit Maro Chermayeff)
- 2020: MLK/FBI (Dokumentarfilm)
- 2021: Black Art: In the Absence of Light (Dokumentarfilm)
- 2021: Independent Lens (Dokumentarfilmserie, 1 Episode, mit Melissa Haizlip)
- 2021: Citizen Ashe (Dokumentarfilm, mit Rex Miller)
- 2022: Lowndes County and the Road to Black Power (Dokumentarfilm, mit Geeta Gandbhir)
- 2022: Hostages (Dokumentarfilmserie, 2 Episoden, mit Abbas Ahmadi Motlagh, Maro Chermayeff)
- 2023: Bill Russell: Legend (Dokumentarfilmserie, 2 Episoden)
- 2023: Max Roach: The Drum Also Waltzes (Dokumentarfilm, mit Ben Shapiro)
- 2023: The League (Dokumentarfilm)

Produzent
- 1990: Eyes on the Prize (Dokumentarfilmserie, 2 Episoden, mit Sheila Curran Bernard)
- 1997: Vier kleine Mädchen (4 Little Girls, Dokumentarfilm, mit Spike Lee)
- 1999: I’ll Make Me a World (Dokumentarfilmserie, 2 Episoden)
- 2002: The Rise and Fall of Jim Crow (Dokumentarfilmserie, 4 Episoden, mit Richard Wormser)
- 2003: The Blues (Dokumentarfilmserie, 1 Episode)
- 2006: Als die Deiche brachen: Ein Requiem in vier Akten (When the Levees Broke: A Requiem in Four Acts, Dokumentarfilmserie, 2 Episoden, mit Spike Lee)
- 2008, 2021, 2023: American Experience (Dokumentarfilmserie, 4 Episoden)
- 2008: American Masters (Dokumentarfilmserie, 1 Episode, mit Prudence Glass)
- 2010: If God Is Willing and da Creek Don’t Rise (Dokumentarfilmserie, 1 Episode, mit Spike Lee)
- 2014: The Cooler Bandits (Dokumentarfilm, mit Julie Janata, John Lucas)
- 2015: Sinatra: All or Nothing at All (Dokumentarfilmserie, 2 Episoden, mit Erin Edeiken, Jeffrey Pollack)
- 2017: ACORN and the Firestorm (Dokumentarfilm, mit Reuben Atlas)
- 2017: Some Girls (Dokumentarfilm, mit Raquel Cepeda)
- 2020: D. Wade Life Unexpected (Dokumentarfilm, mit Sara Bernstein, Greg Cally, Brian Grazer, Ron Howard, Justin Wilkes)
- 2021: Black Art: In the Absence of Light (Dokumentarfilm, mit Daphne McWilliams)
- 2022: Hostages (Dokumentarfilmserie, 4 Episoden, mit Joshua Bennett, Maro Chermayeff, Jeff Dupre, Gelareh Kiazand, Christine Le Goff)
- 2023: Max Roach: The Drum Also Waltzes (Dokumentarfilm, mit Ben Shapiro)
- 2023: Carlos (Dokumentarfilm, mit Sara Bernstein, Leopoldo Gout, Ashley Kahn, Lizz Morhaim, Rudy Valdez, Justin Wilkes)
- 2023: South to Black Power (Dokumentarfilm, mit R.J. Cutler, Elise Pearlstein, Kelly Thomson)

Drehbuchautor
- 1990: Eyes on the Prize (Dokumentarfilmserie, 2 Episoden, mit Sheila Curran Bernard)
- 2008: American Experience (Dokumentarfilmserie, 1 Episode, mit Sheila Curran Bernard, Steve Fayer, Louis J. Massiah, Thomas Ott, Terry Kay Rockefeller)
- 2008: American Masters (Dokumentarfilmserie, 1 Episode)
- 2009: Love That Movie (Kurzfilm, mit László Sántha)
- 2017: Maynard (Dokumentarfilm, mit Wendy Eley Jackson)

## Auszeichnungen und Nominierungen (Auswahl)
- 1989: Daytime Emmy Award in der Kategorie Outstanding Achievement in Film Editing für den Schnitt von 3-2-1 Contact (mit Harvey Greenstein, Grace Tankersley)
- 1998: Oscar-Nominierung in der Kategorie Bester Dokumentarfilm für die Produktion von Vier kleine Mädchen (mit Spike Lee)
- 1997: Golden Satellite Award in der Kategorie Bester Dokumentarfilm für die Produktion von Vier kleine Mädchen (mit Spike Lee)
- 2007: Primetime Emmy Award in der Kategorie Exceptional Merit in Nonfiction Filmmaking für Als die Deiche brachen: Ein Requiem in vier Akten (mit Spike Lee, Sheila Nevins, Jacqueline Glover)
- 2007: Primetime Emmy Award in der Kategorie Outstanding Picture Editing for Nonfiction Programming für den Schnitt von Als die Deiche brachen: Ein Requiem in vier Akten (mit Geeta Gandbhir, Nancy Novack)
- 2010: Primetime Emmy Award in der Kategorie Outstanding Picture Editing for Nonfiction Programming für den Schnitt von By the People: The Election of Barack Obama (mit Geeta Gandbhir, Arielle Amsalem)
- 2018: Atlanta Film Festival – Gewinner des Audience Awards für die Regie von Maynard
- 2018: Austin Gay & Lesbian International Film Festival – Gewinner des aGLIFF Awards für den Besten Dokumentarfilm für die Regie von Mr. Soul! (mit Melissa Haizlip)
- 2020: International Documentary Association Career Achievement Award